# عملية السلسلة الملوكية
كانت عملية السلسلة الملوكية (بالإنجليزية Royal Flush) خداعاً عسكرياً وظفته دول الحلفاء خلال الحرب العالمية الثانية كجزء من عملية الخداع الاستراتيجي «عملية الحارس الشخصي». كانت العملية خداعاً سياسياً يُعد امتداداً لجهود عملية غرافام، إحدى عمليات الحارس الشخصي الأخرى، وذلك عبر ترسيخ فكرة التهديد بغزو النرويج. كما قدمت الدعم إلى جوانب من عملية زبلن عبر مبادرات دبلوماسية سرية إلى إسبانيا وتركيا. كانت الفكرة هي أن المعلومات الواردة من هذه الدول المحايدة سوف تتسرب إلى أبفير (الاستخبارات الألمانية). ومثلما خطط رونالد وينجيت للعملية في نوفمبر 1944، فقد نفذها العديد سفراء دول الحلفاء إلى الدول المحايدة طوال شهر يونيو. وقد عُدلت الخطة أثناء التنفيذ مرات عدة لتكون أقل تشدداً في مطالبها الدبلوماسية. وبالرغم من ذلك، لم تكن المعلومات القادمة من سفارات الدول المحايدة موضع ثقة الاستخبارات الألمانية؛ وعليه، كان تأثير العملية محدوداً على الخطط الألمانية خلال عام 1944.

## خلفية تاريخية
شكلت عملية السلسلة الملوكية جزءاً من عملية الحارس الشخصي، وهي خداع عسكري استراتيجي واسع هدف إلى تشتيت قيادة المحور العليا بشأن نوايا الحلفاء خلال الفترة التي سبقت عمليات الإنزال في نورماندي. وقد طورت سلسلة من الخداع السياسي في منتصف عام 1944 لدعم عمليات الخداع الأُخرى بين يونيو ويوليو. وكانت توسعاً لعملية غرافام، وهي عملية خداع سياسي استهدفت السويد بين فبراير ومارس 1944.
اقترح وخطط قسم مراقبة لندن (LCS) لعملية غرافام بغاية إقناع الحكومة السويدية أن الحلفاء كانوا يعتزمون غزو النرويج، لدعم عملية الثبات الشمالية. وخلال الحرب، كانت السويد تحافظ على الحياد، وكان لها علاقات مع دول المحور ودول الحلفاء على حد سواء. ولذلك كان من المفترض أنه إذا ظنت السويد بحدوث تهديد وشيك للنرويج، فسيُسرب ذلك إلى الاستخبارات الألمانية. وقد اعتُبرت غرافام امتداداً للضغط القائم الذي كان الحلفاء يركزونه على السويد لإنهاء موقفها المحايد. ومن خلال زيادة هذا الضغط، أمل العقيد جون بيفان، مدير مكتب مراقبة لندن، في إقناع الألمان بشكل أكبر بأن السويد تستعد للانضمام إلى دول الحلفاء.
كانت العملية تهدف أيضاً إلى دعم عملية زبلن، وهي خطة الخداع الشاملة للمسرح الشرق أوسطي لعام 1944. والتي شكلت تهديدات بغزو اليونان وجنوب فرنسا بين فبراير ويوليو. وكان هدفها هو إبقاء القوات الألمانية الدفاعية في المنطقة خلال فترة اليوم-دي.

## العملية
خُطط رونالد وينجيت، نائب مدير قسم مراقبة لندن، للعملية في أبريل عام 1944. واستندت نظريته على فكرة أن دول الحلفاء قد تعتمد على أشكال من الدعم من الدول المحايدة عقب أي غزو. وقد وقع اختياره على السويد وتركيا وإسبانيا كأهداف للعملية، وذلك بعد معاينته لتنفيذ عملية غرافام، وباقى عمليات الخداع التي استهدفت الدول الاسكندنافية ودول حوض البحر المتوسط. وبالنسبة للسويد كانت العملية توسعاً لغرافام، مع مُطالبات من الولايات المتحدة والمملكة المتحدة وروسيا بحرمان الألمان من دخول البلاد بعد غزو الحلفاء للنرويج. وبالنسبة لتركيا، كان هذا مبنياً على الضغط القائم، بدعوتها منذ بداية الحرب، للانضمام إلى دول الحلفاء.
دعت الخطة في تركيا إلى ضغط دبلوماسي، عقب إنزال النورماندي في 8 يونيو 1944، للسماح لقوات الحلفاء بدخول تركيا بهدف غزو اليونان (دعماً لرواية عملية زبلن). وفي ذات الوقت، سيقدم السوفيت طلبًا مماثلًا لبلغاريا. ومع ذلك، جرى الاتفاق على أن ذلك قد يُخاطر بحدوث غزو ألمانى وقائي ضد تركيا. وعوضاً عن ذلك، استفاد الحلفاء من السماح للسفن الحربية الألمانية، في شهر يونيو، بالإبحار في المياه الإقليمية التركية للعبور إلى بحر إيجه. بحيث رُفعت شكوى إلى الحكومة التركية شَدَدَت على اهتمام الحلفاء بمنطقة البلقان، وأنهم لا يرغبوا في رؤية الألمان يعززون المنطقة.
وفي الثالث من يونيو، طلب السفير الأمريكي في إسبانيا باستخدام المواني الإسبانية لإجلاء الجرحى، عقب عمليات الإنزال في جنوب فرنسا. كانت الخطة في الأصل هي طلب دخول إسبانيا بهدف تنظيم بداية الغزو. ومع ذلك، فقد حيد عن هذا المطلَب في ضوء المقاومة التاريخية لأي احتلال أجنبي للتربة الإسبانية، وكذلك لصعوبة غزو فرنسا عبر جبال البيرينيه. وفي الخامس من يونيو، عزز السفير البريطاني هذا المطلَب، وبعد عدة مناقشات، وافقت الحكومة الإسبانية على ذلك، ولكن عقب حدوث الغزو فقط، وتحت إشراف الصليب الأحمر. وللتأكيد على تغيير الهدف، اتبع الحلفاء ذلك مع عملية فرديناند التي هددت بغزو إيطاليا.

## تأثير العملية
كانت المعلومات من البلدان المحايدة، مثل تلك التي استهدفتها العملية، ذات تأثير محدود على الخطط الألمانية. ففي يوليو 1944، اعتَبر تقرير صادر من الاستخبارات الألمانية هذه الدول بأنها «مراكز خداع صريحة». ولزيادة الطين بلة للحلفاء، لم تخضع هذه الخدع السياسية لسيطرة مُحكمة مثلما مع العُملاء المزدوجين، وبالتالي ربما كانت تبدو مربكة أو مفككة كقناة معلومات عامة.
بينما كانت الشكوى المُقدمة إلى تركيا ذات تأثير مرغوب محلياً، فقد اعتذرت حكومة البلاد مع تعهدها بقطع العلاقات الدبلوماسية مع ألمانيا إذا لزم الأمر. ومع هذا، فشل ذلك في استفزاز ألمانيا. وقد أُبلغ الألمان بمطلَب الحلفاء إلى الحكومة الإسبانية، ولكنه اُعتُبر على الفور عملية خداع وتضليل.